# X-Hazil Norte
X-Hazil Norte är en ort i Mexiko.   Den ligger i kommunen Felipe Carrillo Puerto och delstaten Quintana Roo, i den östra delen av landet, 1 200 km öster om huvudstaden Mexico City. X-Hazil Norte ligger 22 meter över havet och antalet invånare är 161.
Terrängen runt X-Hazil Norte är mycket platt. Runt X-Hazil Norte är det mycket glesbefolkat, med 4 invånare per kvadratkilometer. Närmaste större samhälle är Chun-Yah, 13,9 km söder om X-Hazil Norte. I omgivningarna runt X-Hazil Norte växer i huvudsak städsegrön lövskog.